# 올리거 페도로

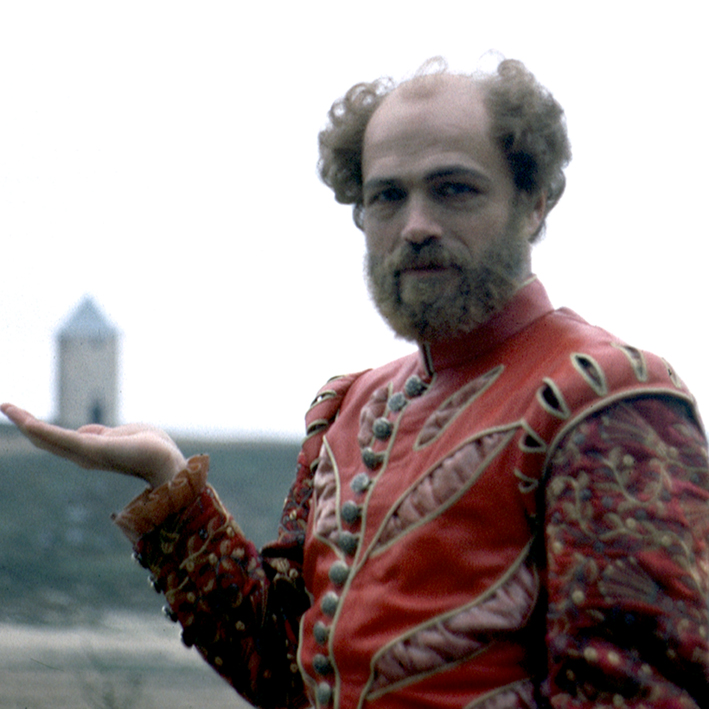

올리거 페도로(Olegar Fedoro, 1958년 3월 6일~)는 소련의 배우이다.
소련에서 태어났다.

## 영화
- 스트라튼(2016년)
- 파파스(2009년)
- 배더니즈(2009년)
- 락앤롤 보트(2009년)
- 타락과 지혜(2008년)
- 이스턴 프라미스(2007년)
- 더 로프(2005년)
- 조나단 글레이저 감독의 작업(2005년)
- 지포(2005년) - 로멘 역
- 툼 레이더(2001년)
- 랜시드 알루미늄(2000년)
- 미션 임파서블(1996년)